# Lindsay Shoop
Lindsay Shoop (* 25. September 1981 in Charlottesville, Virginia) ist eine ehemalige US-amerikanische Ruderin. Sie ist Olympiasiegerin und dreifache Weltmeisterin. 
Shoop begann 2002 mit dem Rudersport. Bei ihrer ersten großen internationalen Meisterschaftsteilnahme wurde sie 2005 in Gifu Weltmeisterschaftsvierte mit dem amerikanischen Achter und zusammen mit Caroline Lind Weltmeisterschaftssechste im Zweier ohne Steuerfrau. 2006 begann sie die Weltcupsaison zusammen mit Anna Goodale im Zweier ohne Steuerfrau, wechselte dann aber in den Achter, bei den Weltmeisterschaften in Eton gewann sie mit dem Achter die Goldmedaille. 2007 verlief ähnlich: beim ersten Weltcup war sie zusammen mit Goodale Siebte im ungesteuerten Zweier, beim Weltcupfinale in Luzern und bei den Weltmeisterschaften in München siegte sie mit dem Achter. 2008 ruderte Shoop international nur bei der Weltcupregatta in Luzern sowie bei den Olympischen Spielen 2008 in Peking und gewann jeweils mit dem US-Achter. Bei den Weltmeisterschaften 2009 gewann Shoop ihren letzten Titel mit dem Achter, dann beendete sie ihre Karriere.